# Tachina nigella
Tachina nigella là một loài ruồi trong họ Tachinidae.